# Marcello Crescenzi (Kardinal, 1694)

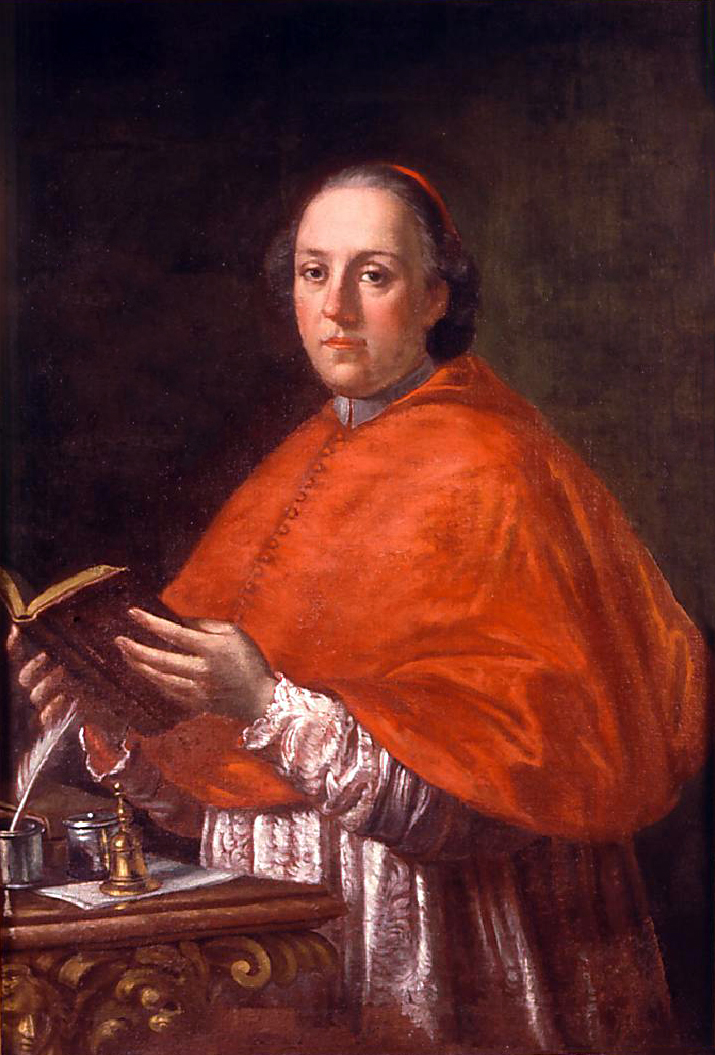
Marcello Kardinal Crescenzi (Porträt in Öl, 1750)

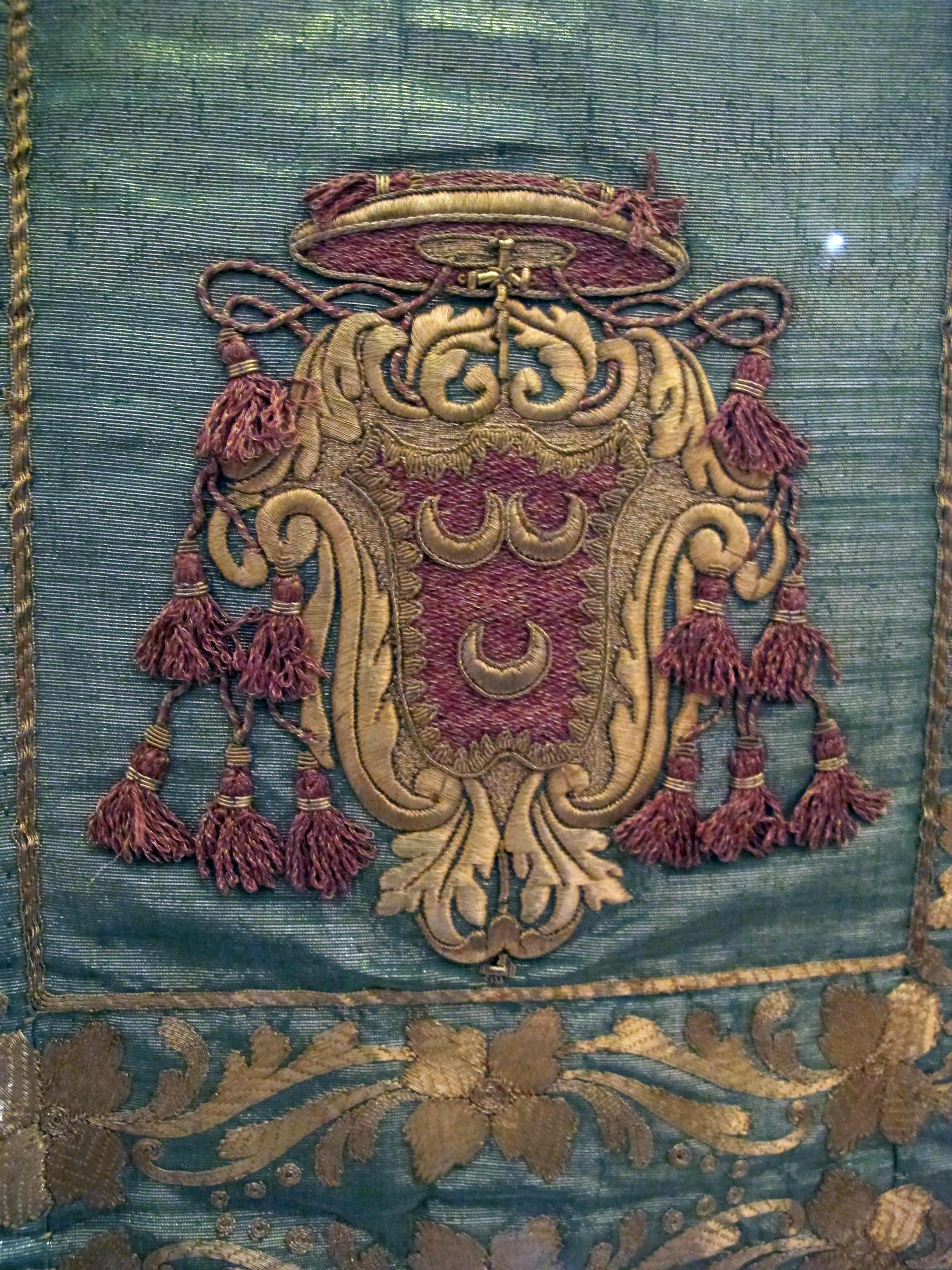
Crecenzis Kardinalswappen auf einer grünen Messkasel (1750)

Marcello Crescenzi (* 27. Oktober 1694 in Rom; † 24. August 1768 in Ferrara) war ein italienischer Geistlicher, Kurienkardinal und Erzbischof von Ferrara.

## Leben

### Frühe Jahre
Marcello Crescenzi stammte aus der Ende des 10. und Anfang des 11. Jahrhunderts Rom beherrschenden Dynastie der Crescentier, sein Vater war der Marquis Giovanni Battista Crescenzi, seine Mutter war Ortensia Serlupi, sein Bruder Virgilio Crescenzi, Marchese von Montorio († 1761). Mit Marcello erlosch dieses Geschlecht 1768.
Seine anfängliche Erziehung bestand in Hausunterricht, später studierte er an der Universität La Sapienza in seiner Heimatstadt Rom, wo er am 17. Mai 1721 zum Doctor iuris utriusque promoviert wurde.

### Geistliche Laufbahn
Am 16. März 1720 empfing Marcello Crescenzi die Priesterweihe. Er wurde am 5. Januar 1721 Kanonikus der Vatikanbasilika und war Hausprälat Seiner Heiligkeit unter Papst Innozenz XIII. Am 21. August 1721 wurde er zum Referendar an der Apostolischen Signatur bestellt. Am 16. Mai 1727 wurde er Auditor an der Rota Romana.
Papst Clemens XII. berief ihn am 14. Juli 1739 zum Titularerzbischof pro hac vice von Nazianzo und am 30. Juli desselben Jahres zum Nuntius in Frankreich. Die Bischofsweihe spendete ihm am 10. August 1739 in der Kirche Santa Maria in Vallicella Kardinal Antonio Saverio Gentili, Mitkonsekratoren waren die Bischöfe Carlo Alberto Guidobono Cavalchini und Cristoforo Almeida.
Am 9. September 1743 erhob Papst Benedikt XIV. ihn als Kardinalpriester zur Kardinalswürde und wies ihm am 16. Dezember desselben Jahres die Kirche Santa Maria in Traspontina als Titelkirche zu. Bereits am 23. September 1743 war er zum Legaten in Ferrara ernannt worden; er trat das Amt am 30. Januar 1744 an.
Am 22. August 1746 wurde er zum Erzbischof von Ferrara ernannt. Als Kardinal nahm er am Konklave 1758 teil, das Klemens XIII. zum Papst wählte.

### Tod und Begräbnis
Marcello Crescenzi starb am 24. August 1768 um 2 Uhr morgens an einer Lungenentzündung, nachdem er die Sterbesakramente empfangen hatte. Sein Leichnam wurde einbalsamiert und in der Kathedrale von Ferrara aufgebahrt, wo am 28. August 1768 die Bestattungsliturgie stattfand. Er wurde in der Kathedrale beigesetzt.